# Rodrigo Millar
Rodrigo Javier Millar Carvajal (* 3. November 1981 in Arauco) ist ein ehemaliger chilenischer Fußballspieler. Der zentrale Mittelfeldspieler gewann 4-mal die chilenische Meisterschaft und nahm mit Chile an der Weltmeisterschaft 2010 teil.

## Karriere

### Verein
Sein Profidebüt feierte er beim Klub aus der chilenischen Stadt Talcahuano, CD Huachipato, im Alter von 18 Jahren. Bei dem Verein erzielte er 56 Tore in 190 Spielen. Nach acht Jahren wechselte er erstmals den Verein und schloss sich dem chilenischen Rekordmeister CSD Colo-Colo an. Die Integration ins neue Team verlief für ihn, trotz der Gewinne der chilenischen Meisterschaft in der Apertura und Clausura 2007, nicht so gut wie erhofft. Er wurde daher zunächst für die Apertura 2008 an den kolumbianischen Erstligisten Once Caldas verliehen. Als er im zweiten Halbjahr 2008 zu Colo-Colo zurückkehrte, gewann er erneut die chilenische Meisterschaft in der Clausura 2008. Im Jahr 2009 entwickelte er sich zu einem der besten Spieler seines Teams und gewann am Ende des Jahres erneut die chilenische Meisterschaft. Zusätzlich wurde er von der Zeitung El Gráfico mit dem Goldenen Schuh für den besten chilenischen Spieler des Jahres ausgezeichnet.
Anfang 2013 verließ Millar Colo-Colo und wechselte zu Atlas Guadalajara nach Mexiko in die Liga MX. Ab Mitte 2015 spielte er für Ligakonkurrent Monarcas Morelia. Nach fünf Jahren wechselte er zu Mazatlán FC, die die Erstligalizenz von Morelia erwarben. Im September 2021 ging er in sein Heimatland zurück und schloss sich dem Zweitligaklub Coquimbo Unido an, mit dem er im Dezember den Aufstieg feierte. Nach der Saison trat der 40-Jährige vom professionellen Fußball zurück.

### Nationalmannschaft
2001 gehörte er dem chilenischen Kader für die Junioren-Fußballweltmeisterschaft an. In den ersten beiden Spielen, in denen Chile gegen die Ukraine (2:4) und die USA (1:4) verlor, war er in der Startformation und schoss dabei ein Tor gegen die Ukraine. In der chilenischen Nationalmannschaft kam er erstmals am 17. April 2002 bei einem Freundschaftsspiel gegen die Türkei zum Einsatz. Mit der chilenischen Auswahl nahm er an der Copa América 2004 teil. Beim enttäuschenden Ausscheiden als Gruppenletzter wurde Millar zwei Mal eingesetzt. Erst fünf Jahre später, 2009, gelang ihm der Durchbruch im Trikot der Roja. Nachdem er sich beim Kirin Cup in den Vordergrund gespielt hatte, kam er auch in den folgenden sechs Qualifikationsspielen für die WM 2010 zum Einsatz. Der technisch versierte Mittelfeldspieler galt vor der WM 2010, als Schnittstelle zwischen Defensive und Angriff, als eine zentrale Figur im Spiel Chiles. Nach einer mäßigen ersten Partie gegen Honduras, in der er bereits nach 52 Minuten ausgewechselt wurde, kam er erst wieder in der dritten Partie gegen Spanien zum Einsatz. Dort erzielte der zur zweiten Hälfte eingewechselte Millar in der 47. Minute den 1:2-Anschlusstreffer für sein Team. Beim Ausscheiden gegen Brasilien im Achtelfinale wurde er in der 62. Minute eingewechselt.

## Erfolge
- Chilenische Meisterschaft: 2007-A, 2007-C, 2008-C, 2009-C
- WM-Teilnahme: 2010
- Bester chilenischer Spieler des Jahres (gewählt von El Gráfico): 2010

## Sonstiges
Sein Spitzname ist Payasito (zu deutsch: kleiner Clown), weil er seine Torerfolge immer mit einer Clownsnase zu feiern pflegt.